# 白紋大葉蚤
白紋大葉蚤（学名：Ophrida spectabilis）为金花蟲科斑碩葉蚤屬下的一个种。其种加词“spectabilis”意为“显著的”，“引人注目的”。